# Don Samuelson
Donald William Samuelson (27 juillet 1913 - 20 janvier 2000) est un homme politique républicain américain qui est le 25e gouverneur de l'Idaho, de 1967 à 1971,,.

## Jeunesse et éducation
Né à Woodhull, dans l'Illinois, Samuelson grandit dans une ferme et fréquente le Knox College.

## Carrière
Samuelson sert dans la marine américaine pendant la Seconde Guerre mondiale en tant qu'instructeur d'armes et armurier à la station d'entraînement naval de Farragut, un important centre d'entraînement intérieur au lac Pend Oreille dans le nord de l'Idaho.
Après la guerre, Samuelson reste dans la région ; il fait venir sa famille de l'Illinois et ouvre un magasin d'articles de sport à proximité de Sandpoint. Il a également des intérêts dans une entreprise qui vend et loue du matériel d’exploitation minière et d’exploitation forestière.
Conservateur, Samuelson est encouragé par le gouverneur Robert Smylie à se présenter au Sénat de l'État en 1960 ; Samuelson gagne et est réélu en 1962 et 1964. Après le raz-de-marée démocrate de 1964, il décide de se présenter au poste de gouverneur en 1966, poste toujours occupé par le titulaire Smylie, un républicain modéré de Boise et ancien procureur général de l'État. Dans une élection acharnée qui attire l'attention nationale sur la primaire républicaine pour le poste de gouverneur,, Samuelson gagne haut la main, 61 à 39 %,,.
Après leurs victoires lors des primaires du début du mois d'août, Samuelson et l'avocat Charles Herndon de Salmon s'affrontent lors des élections générales de novembre. À la mi-septembre, alors qu'ils volaient de Pocatello à Coeur d'Alene, Herndon et deux autres personnes sont tués dans un accident d'avion privé dans les montagnes du centre de l'Idaho. Le pilote du bimoteur Piper PA-23 est le seul survivant. Sept semaines seulement avant les élections, les démocrates désignent le deuxième de la primaire, le sénateur d'État Cecil Andrus d'Orofino, que Samuelson bat par plus de 10 000 voix.
Au cours de la campagne pour le poste de gouverneur de 1970, Samuelson soutient l'exploitation minière du molybdène dans les montagnes White Cloud du centre de l'Idaho, et est battu à la réélection par Andrus, un farouche opposant au développement minier, et retourne à la vie privée.
Après la victoire de Samuelson en 1966, les démocrates remportent les six élections suivantes au poste de gouverneur dans l'Idaho, jusqu'en 1990.

## Vie privée
Lui et sa femme, Ruby A. Samuelson, se marient en 1936 et ont deux enfants,.
Samuelson est décédé à l'âge de 86 ans d'une crise cardiaque le 20 janvier 2000, au Swedish Medical Center de Seattle. Il est enterré au Pinecrest Memorial Park à Sandpoint, Idaho.